# Флаг Минас-Жерайса
Флаг бразильского штата Минас-Жерайс представляет собой прямоугольное полотнище белого цвета, в центре которого расположен красный равносторонний треугольник, на сторонах которого написана фраза «Libertas quæ sera tamen».

## История
Флаг штата Минас-Жерайс в своё время был проектом национального флага борцов за независимость Бразилии и известен ещё с XVIII века. Статус флага штата Минас-Жерайс он официально получил 8 января 1963 года.

## Символика
Латинская фраза, изображённая на флаге, «Libertas quæ sera tamen» (порт. Liberdade ainda que tardia), в переводе означает: «Свобода, пусть даже и не сразу».
Треугольник символизирует Святую Троицу, а также три идеала Французской революции: Свободу, равенство, братство.
Белый цвет флага олицетворяет желание сформировать новую мирную нацию, красный символизирует пламя свободы.